# Santa Cruz (Galápagos)
Otok Santa Cruz - ima ime po Svetem Križu v španščini. Ima površino 986 km² in višino 864 metrov in je skoraj okrogle oblike. Je med večjimi otoki v Galapaškem otočju.
Na otoku Santa Cruz živi največ prebivalcev v vsem arhipelagu, večina v mestu Puerto Ayora, ki ima okoli 15.000 prebivalcev, še 3.000 pa v drugih manjših naseljih razpršenih po otoku. Mesto ima precej veliko pristanišče.
V mestu Puerto Ayora se nahajajo poleg nekaj manjših hotelov tudi pomemben raziskovalni inštitut Charles Darwin Research Station, sedež uprave Nacionalnega parka in sedež regionalne vlade (Municipalidad de Santa Cruz).
V raziskovalnem inštitutu deluje center za vzrejo želv, kjer se mlade želve izvalijo, hranijo jih dve leti, nakar so pripravljene, da jih vrnejo v njihov naravni habitat. Visokogorje na otoku Santa Cruz predstavljajo ugasli vulkani in je poraščeno z bujno floro. Otok je znan tudi po velikih naravnih pohodnih predorih v lavi, dolgih do 2 km in visokih do 10 m. Tukaj živi velika populacija želv. Jama Želv je prostor obdan z mangrovami, ki ga morske želve, raže in majhni morski psi pogosto uporabljajo za parjenje. Področje Cerro Dragon je znano po svoji laguni s flamingi, lahko pa vidimo tudi kopenske legvane.
- Mangrove
- Gojenje želv
- Želve v območju raziskovalnega centra
- Trajektno pristanišče za otok Baltra